# محمد ابن ابی‌شنب
محمد ابن ابی‌شَنَب (۱۸۶۹–۱۹۲۹) ادیب و زبان‌شناس برجستهٔ الجزایری بود که به زبان‌های گوناگون چیرگی داشت.

## زندگی
به سال ۱۸۶۹م در روستای فحص نزدیک مدیه زاده شد. همان‌جا و در الجزیره دانش آموخت. در سال ۱۸۸۸م آموزگار شد و استاد زبان ععربی در دانشکدهٔ الجزایر برگزیده گشت. دکترای ادبیات از دانشگاه الجزایر در سال ۱۹۲۰ گرفت؛ او را نخستین الجزایری در دوران نوین می‌دانند که دکترای ادبیات برگرفت. فرانسوی را به مانند زبان مادری اش می‌دانست؛ به فارسی، عبری، ایتالیایی، ترکی و اسپانیایی نیز تسلط داشت.
عضو مجمع‌های گوناگون علمی-ادبی در جهان عرب و فرانسه بود و از سوی الجزایر در کنفرانس‌های بسیاری شرکت داشت. از جمله در رباط، ۱۹۲۸، کنفرانس شرق‌شناسان.
ابی‌شنب نزد شرق‌شناسان جایگاهی والا داشت. کراچکوفسکی همواره دانش او را می‌ستود.

## آثار
ابی‌شنب آثار بسیاری نگاشت از جمله
- تحفة الأدب فی میزان اشعار العرب:
- شرح المثلثات قطرب
- ابودلامه و شعر او
- واژگان ترکی و فارسی به‌جای مانده در لهجه الجزایری
- ضرب‌المثل‌های عامیانه رایج در الجزایر، تونس و مغرب
- واژگان ایتالیایی واردشده به زبان عامهٔ الجزایر
- فهرست کتاب‌های خطی در خرانهٔ مسجد جامع الجزایر
- معجم: فرهنگنامه آثار اهالی مغرب عربی
- خرائد العقود فی فرائد القیود
- مجموع الفوائد من منظوم المثلثات و القیود والشوارد
- المثلثات عند العرب: به فرانسوی
- البستان
- رحلة الورتیلانی
- عنوان الدرایة
- الذخیرة السنیة فی تاریخ الدولة المرینیة
- فارسی در دولت حفصی